# مارتین گرو
مارتین گرو (انگلیسی: Martin Gero؛ زادهٔ ۶ ژوئیهٔ ۱۹۷۷) فیلم‌نامه‌نویس، مجری طرح، و کارگردان فیلم اهل کانادا است.